# 수잔은 여기 자고 있다
수잔은 여기 자고 있다(Susan Slept Here)는 미국에서 제작된 프랭크 타쉬린 감독의 1954년 코미디 영화이다.

## 줄거리
마크 크리스토퍼는 아카데미상을 수상한 경력이 있는 35세의 성공한 할리우드 시나리오 작가지만, 이후로 슬럼프에 빠져 제대로 된 작품을 써내지 못하고 있다. 그러던 어느 크리스마스이브, 그는 뜻밖의 손님을 맞이하게 된다.
소년범을 다루는 경찰관 샘 한론은 17세 소녀 수잔 랜디스를 마크의 집으로 데려온다. 수잔은 어머니에게 버림받은 뒤 노숙하다 체포되었고, 한 해군 병사에게 병을 던졌다는 이유로 구금될 위기에 처한다. 마크가 비행청소년을 주제로 한 작품을 구상하고 있다는 사실을 알게 된 한론은 그녀를 며칠만 맡아달라고 부탁한다. 마크는 당황하지만 결국 수락한다.
하지만 이 일은 마크의 약혼녀인 상원의원의 딸 이사벨라 알렉산더에게 큰 불만을 일으킨다. 수잔은 마크에게 호감을 품게 되고, 상황은 점점 복잡해진다. 마크의 비서 모드 스노드그래스와 절친 버질, 변호사 하비는 이 상황을 수습하려 애쓴다.
수잔이 보호시설에 보내질 수 있다는 이야기를 들은 마크는 충동적으로 그녀를 라스베이거스로 데려가 결혼식을 올린다. 마크는 법원에서 그녀가 성실한 삶을 살고 있다는 인상을 주기 위한 목적일 뿐이라고 설명하고, 첫날밤도 피하려고 일부러 수잔을 지치게 만든다.
이후 마크는 각본 작업을 위해 시에라네바다 산맥에 위치한 오두막으로 모드와 함께 떠나고, 그의 결혼 소식은 신문에 보도된다. 이사벨라는 분노하며 수잔을 찾아가지만, 경찰에 의해 저지된다.
몇 주 뒤, 이사벨라는 오두막으로 마크를 찾아오고, 마크는 그녀와의 관계가 어울리지 않는다고 말한다. 수잔도 오두막에 도착해 마크와 진정한 결혼을 이루기 위해 노력한다. 그녀는 모드의 응원을 받는데, 모드 역시 과거 사랑을 포기하고 배우의 길을 선택한 것을 후회하고 있었기 때문이다.
수잔은 이혼 서류에 서명하지 않겠다고 선언하고, 마크는 여전히 신중한 태도를 보인다. 그러던 중 수잔이 딸기와 피클을 함께 먹는 모습을 본 친구가 그녀가 임신했다고 오해하면서 마크에게 전한다. 마크는 이 소식에 충격을 받아 친구를 때리지만, 수잔은 단순히 그 조합을 좋아해서 먹었을 뿐이라 해명한다.
결국 마크는 수잔에게 사랑을 느끼고 있었음을 깨닫지만, 나이 차이로 인해 고민하고 있었음을 고백한다. 수잔은 그에게 함께할 이유를 말하며 손을 이끌고 방으로 향한다.

## 출연

### 주연
- 딕 포웰 - 마크 크리스토퍼 역
- 데비 레이놀즈 - 수잔 보리가드 랜디스 역
- 앤 프란시스 - 이사벨라 알렉산더 역

### 조연
- 앨비 무어 – 버질 (마크의 조수) 역
- 글렌다 패럴 – 모드 스노드그래스 역
- 호러스 맥마흔 – 몬티 마이젤 경사 역
- 허브 비그런 – 샘 한론 경사 역
- 레스 트레메인 – 하비 버터워스 (마크의 변호사) 역
- 마라 레인 – 마릴린 (마크의 이웃) 역
- 메이디 노먼 – 조르제트 (마크의 하녀) 역
- 리타 존슨 – 로울리 박사 (하비의 정신과 의사) 역
- 엘런 코르비 – 커피숍 웨이트리스 역
- 베니 루빈 – 관리인 실베스터 역
- 바버라 대로 – 제닝스 양 (로울리 박사의 비서) 역
- 수 칼턴 – 커피숍 계산원 역
- 레드 스켈턴 – 오스왈드 (카메오 출연) 역